# ناحية الطواحين
ناحية الطواحين إحدى نواحي سوريا تتبع إداريّاً لمحافظة طرطوس منطقة بانياس ومركزها بلدة الطواحين، بلغ تعداد سكان الناحية 10,024 نسمة حسب التعداد السكاني لعام 2004.

## بلدات وقرى ناحية الطواحين
بدوقة، بلوسين، دير الجرد، الدي، حدادة، كعبية عمار، النواطيف، رام ترزة، الطواحين.